# Trachydactylus hajarensis
Espèce
Synonymes
- Bunopus spatalurus hajarensis Arnold, 1980

Trachydactylus hajarensis est une espèce de geckos de la famille des Gekkonidae.

## Répartition
Cette espèce se rencontre en Oman et aux Émirats arabes unis.

## Description
C'est un gecko insectivore, terrestre et nocturne.

## Étymologie
Son nom d'espèce, composé de hajar et du suffixe latin -ensis, « qui vit dans, qui habite », lui a été donné en référence au lieu de sa découverte, les monts Hajar.

## Publication originale
- Arnold, 1980 : The scientific results of the Oman flora and fauna survey 1977 (Dhofar). The reptiles and amphibians of Dhofar, southern Arabia. Journal of Oman studies Special report, no 2, p. 273-332.